# Michele Zezza di Zapponeta
Michele Zezza di Zapponeta (* 7. April 1850 in Neapel, Königreich Neapel; † 26. Juni 1927) war ein italienischer Geistlicher.
Zezza stammte aus der Familie der Barone von Zapponeta. Er war Sohn von Carlo Zezza und Teresa Carignani. 
Zezza wurde am 21. September 1872 zum Priester für das Erzbistum Neapel geweiht. Papst Leo XIII. ernannte ihn am 1. Juni 1891 zum Weihbischof in Neapel und Titularbischof von Calydon. Raffaele Monaco La Valletta, Kardinalbischof von Ostia e Velletri, weihte ihn am 21. Juni 1891 in Trinite des Monts, Rom, zum Bischof. Mitkonsekratoren waren Fulco Luigi Ruffo-Scilla, Offizial der Römischen Kurie, und Filippo Degni di Salento, Weihbischof in Neapel. Am 12. Juni 1893 ernannte der Papst ihn zum Bischof von Pozzuoli. Papst Pius X. ernannte ihn am 3. Juli 1919 zum Koadjutor-Erzbischof von Neapel und Titularerzbischof von Ancyra. Am 4. Februar 1923 starb sein Vorgänger Giuseppe Antonio Ermenegildo Prisco und er folgte als Erzbischof von Neapel nach. Am 3. Juni 1912 wurde er als Erzbischof installiert. Am 20. Dezember 1923 nahm der Papst seinen Rücktritt als Erzbischof von Neapel an und ernannte ihn zum Titularpatriarchen von Konstantinopel. 